# Yeelen
Yeelen é um filme de drama malês de 1987 dirigido e escrito por Souleymane Cissé. Estrelado por Issiaka Kane, Aoua Sangare e Niamanto Sanogo, venceu o Prêmio do Júri do Festival de Cannes.

## Elenco
- Issiaka Kane - Nianankoro
- Aoua Sangare - Attou
- Niamanto Sanogo - Soma / Djigui
- Balla Moussa Keita - Rouma Boll
- Soumba Traore - Mah
- Ismaila Sarr - Bofing
- Youssouf Tenin Cissé
- Koke Sangare